# Brautpaar

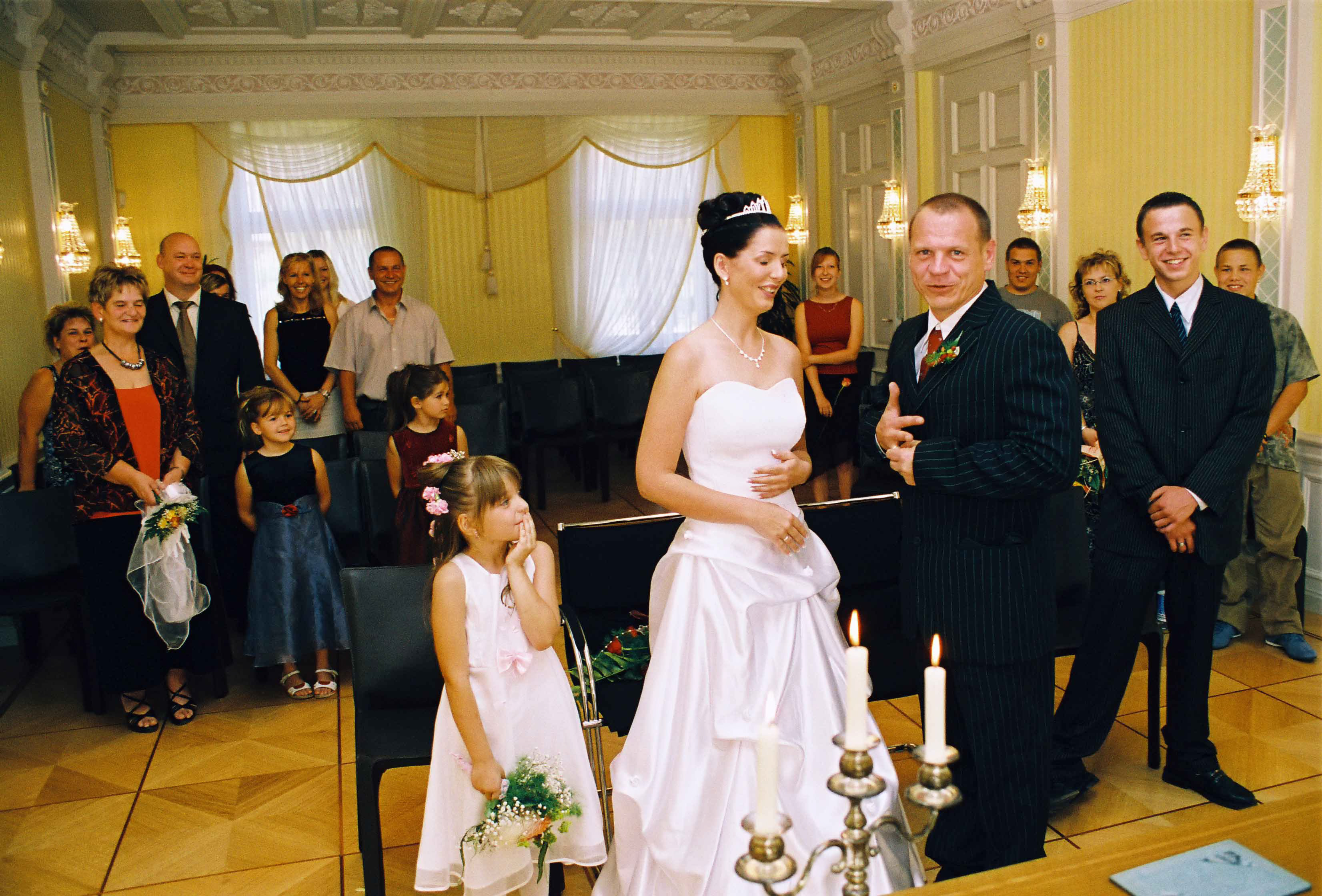
Ein Brautpaar bei der Trauung (Standesamt Eberswalde in der Märchenvilla, 2005)

Die Brautschmückung (Rudolf Epp, 1888)

Das Brautpaar – auch Hochzeitspaar, Brautleute, Traupaar oder veraltet Nupturienten – bezeichnet ein Paar am Tag seiner Vermählung bzw. Eheschließung (Hochzeit); Braut bezeichnet die Frau, Bräutigam den Mann. Traditionellerweise ging der Hochzeit eine Verlobung voraus, die aber stark an Bedeutung verloren hat. Nach der Hochzeit werden die beiden Ehefrau und Ehemann genannt (Ehegatten).

## Wortherkunft und Wortgebrauch
Braut bedeutet ursprünglich „Neuvermählte“, seit Luther in der ostmitteldeutschen Bedeutung „Verlobte“. Die althochdeutsche Wortform ist brūt, die genaue Herkunft des Wortes ist ungeklärt. Vergleichbar ist das mittelhochdeutsche briuten („sich vermählen, beiliegen; jemandem beiliegen“). Zugrundegelegt werden kann gemeingermanisch brūþi („Neuvermählte, besonders am Hochzeitstag“), vergleichbar zu gotisch brūþs sowie altfranzösisch bru für „Schwiegertochter“ und in nordfranzösischer Mundart für „junge Ehefrau“. Verwandt ist lateinisch brutis (oder altgriechisch βροὖτις): „verheiratete Tochter, junge Frau“.
Bräutigam ist eines der wenigen Wörter im Deutschen, bei denen die männliche Wortform aus der weiblichen abgeleitet ist (vergleiche Movierung). Der zweite Wortteil in Bräutigam geht auf das mittelhochdeutsche gome oder gume zurück, ein im Neuhochdeutschen verschwundenes Wort für „Mann“ (verwandt mit lateinisch homo „Mann, Mensch“). Bereits das althochdeutsche brūtigomo bedeutete daher wörtlich „Brautmann“ oder „Mann der Braut“.
Für Braut und Bräutigam gibt es auch die Ausdrücke Hochzeiterin und Hochzeiter. Die Bezeichnung Traupaar bezieht sich auf die Trauung, sie kann aber auch in nicht religiösem Zusammenhang verwendet werden, beispielsweise bei einer freien Trauung.
Braut wird auch im übertragenen Sinn verwendet, etwa im Liedtext von La Paloma: „des Seemanns Braut ist die See“. Braut ist auch ein umgangssprachlicher Ausdruck für die einem Mann „versprochene“ Frau oder für die eigene Freundin, mit weiteren scherzhaften Bedeutungen.

## Brautschau
Brautschau bezeichnet eine Art von sozialen Ritualen, bei denen für oder durch einen heiratswilligen Mann eine passende Braut und spätere Ehefrau gesucht wird. Die Formen eines solchen, oft mit Imponierverhalten verbundenen Umwerbens werden in den verschiedenen Gesellschaften durch Gesetze, Sitten und Bräuche stärker oder – vor allem in modernen Gesellschaften – schwächer geregelt.
In den Herrscherhäusern des europäischen Kulturraums konnte „auf Brautschau zu gehen“ eine kostspielige Heiratsstrategie mit diplomatischen Verhandlungen und Fernreisen umfassen; dabei ging es vorrangig um Allianzbildungen zwischen Familien und Familienverbänden (Sippen) derselben sozialen Schicht.
Umgangssprachlich konnte Brautschau bedeuten, dass ein heiratswilliger Mann viele Tanzvergnügen aufsuchte oder seine Familie häusliche Tanzveranstaltungen ermutigte. Umwarb ein solcher Mann dann eine bestimmte Frau, wurde er auch als ihr Freier bezeichnet. Auf Brautschau gehen ist heute ein scherzhafter Ausdruck für „eine Ehefrau suchen“.
In Grimms Märchen ist ein Schwank mit der Überschrift Die Brautschau enthalten.

## Brautwerbung

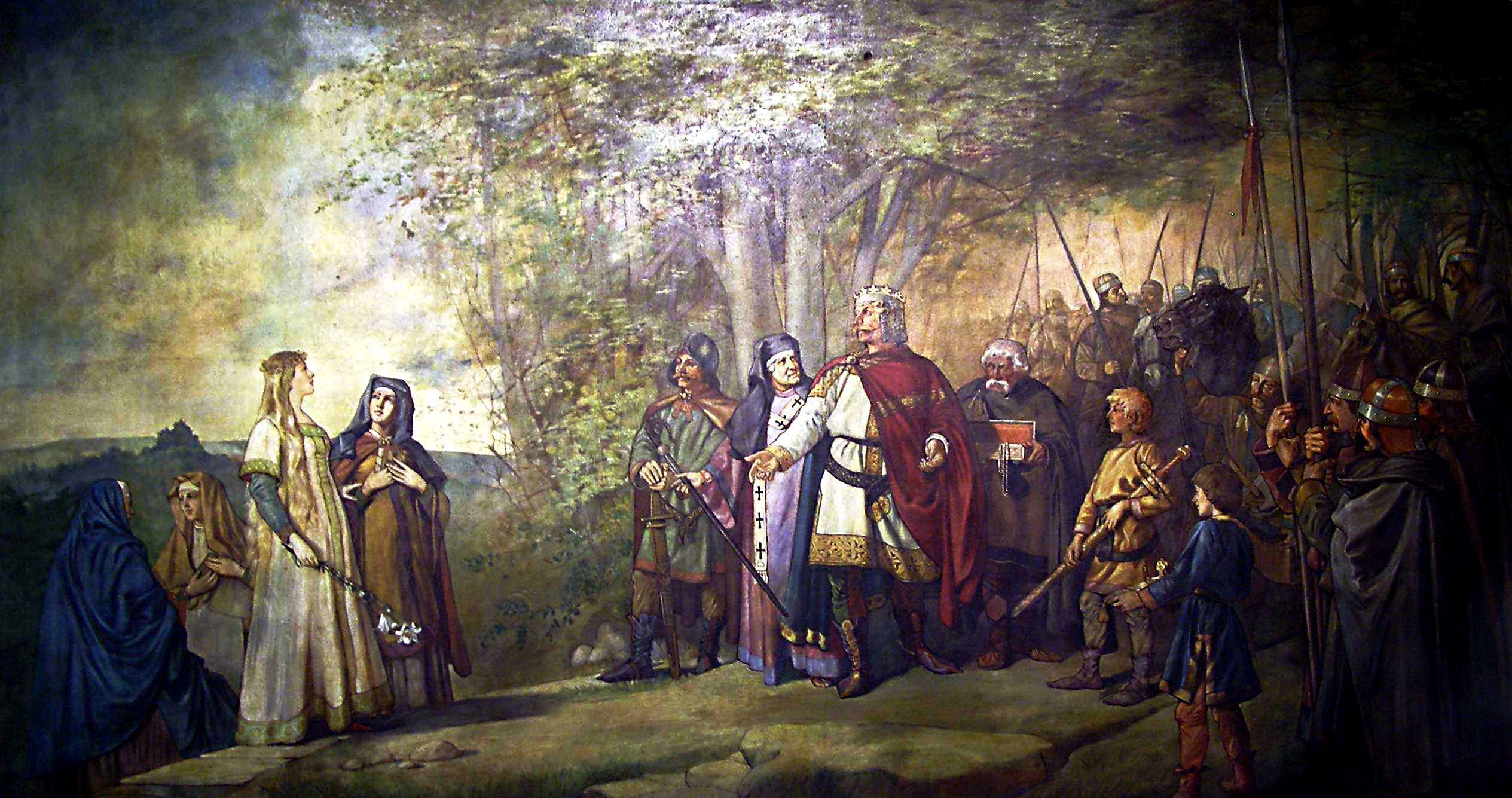
Brautwerbung Herzog Heinrich I. und Mathilde von Engern, 909 (Historiengemälde von Konrad Astfalck, 1896)

Wenn eine passende Frau gefunden wurde, musste früher insbesondere die Zustimmung ihrer Eltern zur Ehe erbeten werden. Dieses Werben um die Einwilligung wurde Brautwerbung genannt.
Als Brautwerber oder Freywerber (von freien: um eine Frau werben) wurde laut dem Wörterbuch von Adelung (zweite Ausgabe, 1793–1801) ein Mittler bezeichnet, der im Namen eines heiratswilligen Mannes bei den „Eltern oder Vorgesetzten“ einer Frau für eine Verlobung/Heirat mit ihr warb.
Duden unterscheidet dagegen den Brautwerber, der für einen anderen „die Eltern einer jungen Frau um deren Hand bittet“, vom Freiwerber, der im Auftrag eines anderen „einer Frau einen Heiratsantrag macht“. Beide Begriffe sind laut Duden veraltet.